# مهددة (حديبو)

تعديل مصدري - تعديل

مهددة هي إحدى قرى مديرية حديبو التابعة لمحافظة سقطرى، بلغ تعداد سكانها 42 نسمة حسب تعداد اليمن لعام 2004.